# Кугаяма (станция)
Станция Кугаяма (яп. 久我山駅 кугаяма эки) — железнодорожная станция на линиях Инокасира, расположенная в специальном районе Сугинами, Токио. Станция была открыта 1-го августа 1933 года.

## Планировка станции
2 пути и 1 платформа островного типа.
| 1 | ■ Линия Инокасира | Китидзёдзи                                       |
| 2 | ■ Линия Инокасира | Эйфукутё ・ Мэйдаймаэ ・ Симо-Китадзава ・ Сибуя |

## Близлежащие станции
| «               | «               | Вид обслуживания | »               | »               |
| Линия Инокасира | Линия Инокасира | Линия Инокасира  | Линия Инокасира | Линия Инокасира |
| --------------- | --------------- | ---------------- | --------------- | --------------- |
| Эйфукутё        | Эйфукутё        | Express          | Китидзёдзи      | Китидзёдзи      |
| Фудзимигаока    | Фудзимигаока    | Local            | Митакадай       | Митакадай       |